# Каблуково (Владимирская область)
Каблуково — деревня в Александровском районе Владимирской области, входит в состав Андреевского сельского поселения.

## География
Деревня расположена в 10 км на юго-восток от центра поселения села Андреевское и в 27 км на юго-восток от Александрова. 

## История
Старое название деревни — Клобуково, от фамилии-прозвища живших в XV-XVI веках вотчинников Клобуковых, ведущих свой род от Григория Клобука Топоркова. В годы опричнины Клобуковы служили Ивану Грозному, и некоторые из них были казнены.
Краевед М.И.Смирнов писал, что в древности Каблуково было вотчиной бояр Нагих, близких родственников царя Ивана IV , который, отобрав землю у провинившихся Клобуковых, мог передать ее своей родне. Нагие по прошествии времени приложили село в Троице-Сергиев монастырь. 
В конце XIX — начале XX века деревня входила в состав Андреевской волости Александровского уезда. В 1859 году в деревне числилось 30 дворов, в 1905 году — 40 дворов, в 1926 году — 43 двора.
С 1929 года деревня являлась центром Каблуковского сельсовета Александровского района, с 1940 года — в составе Мячковского сельсовета, с 1948 года — в составе пригородной зоны города Александрова, с 1954 года — в составе Бакинского сельсовета, с 1965 года — в составе Александровского района, с 1969 года — в составе Андреевского сельсовета, с 2005 года — в составе Андреевского сельского поселения.

## Достопримечательности

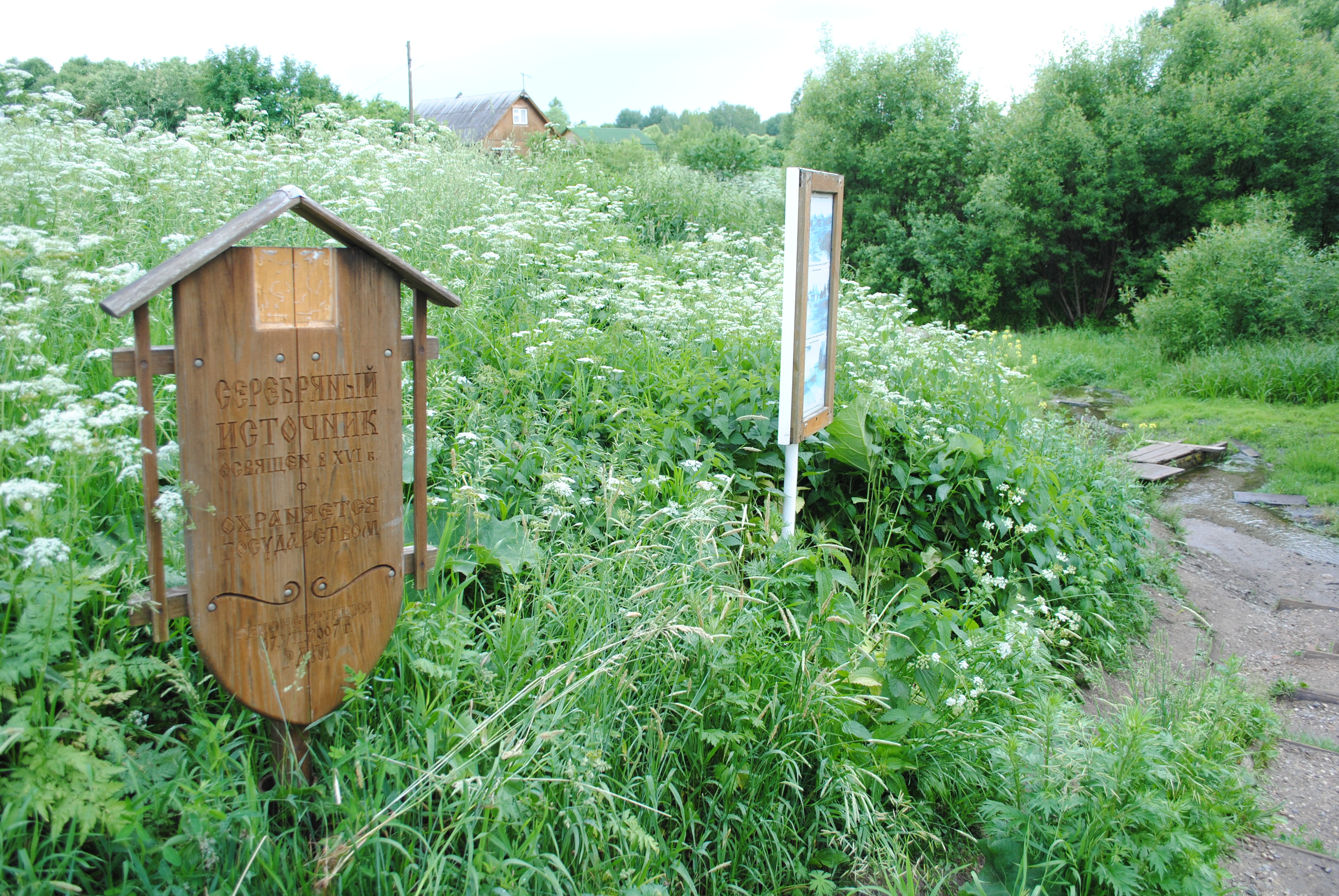
Источник "Серебряный" в деревне Каблуково

Вблизи деревни располагается особо охраняемая природная территория — государственный природный гидрологический заказник регионального значения "Каблуково". Центром заказника считается родник, выходящий из известковых отложений, который в народе называется  "Серебряный". Согласно легенде, из родника брали воду для царской кухни при дворе Ивана Грозного в Александровской слободе.

## Население
| 1859 | 1905 | 1926 | 2002 | 2010 | 2021 |
| ---- | ---- | ---- | ---- | ---- | ---- |
| 164  | ↗208 | ↗211 | ↘3   | ↗6   | ↘1   |